# Diccionario crítico etimológico castellano e hispánico
Il Diccionario crítico etimológico castellano e hispánico (in italiano: Dizionario critico etimologico di castigliano e ispanico) è un dizionario etimologico di lingua spagnola pubblicato tra il 1980 e il 1991 e creato dal filologo spagnolo Joan Corominas come aggiornamento del Diccionario crítico etimológico de la lengua castellana creato da Corominas stesso in collaborazione con José Antonio Pascual nel 1954.
- (ES)  Diccionario crítico etimológico de la lengua castellana (1954-1957). Esta obra tuvo una segunda edición, muy ampliada, llevada a cabo con la ayuda de José Antonio Pascual y titulada Diccionario crítico etimológico castellano e hispánico (1984-1991).
- (ES) Coromines, Joan, Breve diccionario etimológico de la lengua castellana, 4ª edición. Madrid: Editorial Gredos, 2008, ISBN 978-84-249-3555-9.
- (ES) Diccionario crítico etimológico castellano e hispánico, Obra completa. Madrid: Editorial Gredos. [Con la colaboración de José A. Pascual], 1991-1997, ISBN 978-84-249-1362-5.

1. Volumen I: A-ca, 1991 (1ª ed., 6ª imp.), ISBN 978-84-249-1361-8.
2. Volumen II: Ce-f, 1996 (1ª ed., 6ª imp.), ISBN 978-84-249-1363-2.
3. Volumen III: G-ma, 1997 (1ª ed., 7ª imp.), ISBN 978-84-249-1365-6.
4. Volumen IV: Me-re, 1997 (1ª ed., 7ª imp.), ISBN 978-84-249-0066-3.
5. Volumen V: Ri-x, 1997 (1ª ed., 5ª imp.), ISBN 978-84-249-0879-9.
6. Volumen VI: Y-z, índices, 1991 (1ª ed., 3ª imp.), ISBN 978-84-249-1456-1.